# Hautmoitiers
Hautmoitiers est une ancienne commune française du département de la Manche, intégrée à Lestre depuis 1812.

## Toponymie
Le nom de la localité est attesté sous la forme Altum Monasterium.

## Histoire

### Temps modernes
Le manoir de la Hougue est une demeure historique du XVIe siècle qui a appartenu à Richard Lucas de Néhou, fondateur de la manufacture de glaces de Tourlaville. Le premier seigneur attesté du manoir, jadis principal fief de Hautmoitiers, est Guillaume Lucas, écuyer indiqué en 1523.
Richard Lucas, demeurant soit à Hautmoitiers ou à Ozeville, et taxé dans la sergenterie de Valognes, et tenant du petit fief de Claids à Mobecq, en la vicomté de Carentan, figure dans le rôle du ban et d'arrière-ban de la vicomté de Valognes réalisé par Gilles Dancel, seigneur d'Audouville, lieutenant général du bailli de Cotentin, les 20 et 22 octobre 1567, et est taxé à ce titre de cent solz.

### Révolution française et Empire
En 1812, Hautmoitiers est absorbé, en même temps que Tourville, par Lestre.

## Démographie
| 1793 | 1800 | 1806 |
| ---- | ---- | ---- |
| 76   | 71   | 85   |